# اعتلال الشبكية عند الأطفال الخدج
اعْتِلَالُ الشَّبَكِيَّة عِنْد الأطفَالِ الخِدج أو اعْتِلَالُ الشَّبَكِيَّة في الخِدَاجِ أو اعْتِلَالُ الشَّبَكِيَّة الخِدَاجِيّ عِنْد الخَدائج (Retinopathy of Prematurity أو ROP اختصارا) أو متلازمة تيري (بالإنجليزية: Terry syndrome)، والمعروف سابقًا باسم التنسج الليفي خلف العدسة ((retrolental fibroplasia (RLF)، هو مرض في العين يصيب الأطفال الذين يولدون قبل الأوان، ويتلقون الرعاية في العناية المركزة لحديثي الولادة، حيث يتم استخدام العلاج بالأكسجين بسبب عدم اكتمال نضج الرئتين. ويُعتَقد أن يكون اعتلال الشبكية ناجمًا عن النمو غير المنظم للأوعية الدموية في شبكية العين، مما قد يؤدي إلى تندب وانفصال الشبكية. يمكن أن يكون اعتلال الشبكية في الخداج بسيطًا ويشفى من تلقاء نفسه، ولكنه قد يؤدي إلى العمى في الحالات الخطيرة. وعلى هذا النحو، فإن جميع الأطفال الخدج معرضون لخطر اعتلال الشبكية، كما أن الوزن المنخفض جدا عند الولادة هو عامل خطر إضافي. يمكن أن تسهم كل من سمية الأكسجين ونقص الأكسجة النسبية في تطوير اعتلال الشبكية في الخداج.

## الأسباب
بحلول الشهر الرابع من الحمل، تبدأ شبكية عين الجنين بتطوير الأوعية الدموية. ويبدو أن مثل هذا التكوين للأوعية الدموية حساس جدا لكمية الأكسجين الموردة، إما بشكل طبيعي أو صناعي. وفي حالات نادرة، وُجِدَ اعتلال الشبكية الخداجي في بعض المرضى الذين يعانون من طفرة في جين NDP، والذي يرتبط عادة مع مرض نوري.

### عوامل الخطر
وتساهم عوامل الخطر المختلفة في تطوير اعتلال الشبكية الخداجي، مثل:
- الخداج[7]
- التعرض لنسبة عالية من الأكسجين
- انخفاض الوزن عند الولادة
- أنواع مختلفة من العدوى
- عيوب القلب

## الفسيولوجيا المرضية

اعتلال الشبكية عند الأطفال الخدج

أثناء النمو، تنمو الأوعية الدموية من الجزء الأوسط من الشبكية إلى الخارج. ويتم الانتهاء من هذه العملية قبل أسابيع قليلة من الوقت الطبيعي للولادة. بينما تكون هذه العملية غير مكتملة في الأطفال الخدج. فإذا كانت الأوعية الدموية تنمو بشكل طبيعي، لا يحدث اعتلال في الشبكية. وإذا كانت تنمو وتتفرع بشكل غير طبيعي يصاب الطفل باعتلال الشبكية. تنمو هذه الأوعية الدموية غير الطبيعية من سطح شبكية العين، وقد تنزف داخل العين. وعندما يتم إعادة امتصاص الدم والأوعية غير الطبيعية، تتكون مجموعة من الأغشية تشبه الحزمة يمكنها سحب الشبكية، مما يتسبب في انفصال الشبكية والعمى في نهاية المطاف قبل 6 أشهر.
عادة، يتم نضوج شبكية العين في الرحم. وعند الولادة، يكون الجزء الإنسي (ناحية الأنف) للشبكية ممتلئ بالأوعية الدموية، في حين أن الجزء الوحشي (ناحية الصدغ) فقط يكون غير مكتمل الأوعية الدموية. ويتم توجيه النمو الطبيعي للأوعية الدموية إلى المناطق منخفضة الأكسجين نسبيا في شبكية العين، وتظل الأوعية على سطح شبكية العين ولا تنمو إلى داخل الجسم الزجاجي. إذا تم إعطاء الأكسجين بكمية زائدة، تتحلل الأوعية الدموية الطبيعية ويتوقف تطورها. وعند إزالة الأكسجين الزائد، تبدأ الأوعية الدموية بالتشكل مرة أخرى بسرعة وتنمو من شبكية العين داخل الجسم الزجاجي.
عنصر المرض الرئيسي في اعتلال الشبكية في الخداج هو الانتشار الليفي الوعائي، وذلك بنمو أوعية جديدة غير طبيعية. قد يتراجع ذلك النمو، ولكنه يستمر ويتقدم في كثير من الأحيان. ويرتبط بنمو هذه الأوعية الجديدة تكّوُن أنسجة ليفية (ندبات)، والتي قد تنقبض فتُسَبِب انفصال الشبكية. ويمكن لعوامل متعددة أن تحدد ما إذا كان المرض يتقدم أو لا، بما في ذلك الحالة الصحية بشكل عام، ووزن الولادة، ومرحلة اعتلال الشبكية في التشخيص الأولي، ووجود أو عدم وجود مرض آخر. التعرض للأكسجين التكميلي، في حين أنه عامل خطر، إلا أنه ليس عامل الخطر الرئيسي لتطور ذلك المرض. ويقلل تقييد استخدام الأكسجين التكميلي من معدل حدوث اعتلال الشبكية الخداجي، ولكن قد يزيد من خطر حدوث مضاعفات نظامية أخرى متعلقة بنقص الأكسجين، بما في ذلك الموت.
المرضى الذين يعانون من اعتلال الشبكية في الخداج، وخاصة أولئك الذين طوروا المرض بصورة خطيرة تحتاج إلى علاج، هم أكثر عرضة للحول، والزرق، وإعتام عدسة العين، وقصر النظر في وقت لاحق في الحياة، وينبغي فحصهم سنويًا للمساعدة في منع أو اكتشاف ومعالجة هذه الحالات.

## الفحص

### دواعي الاستعمال
تقريبا يكون جميع الرضع المصابين باعتلال الشبكية مولودين بعد 31 أسبوع من الحمل أو أقل (بغض النظر عن وزن الولادة)، أو يكون وزن الولادة 1250 غرام (2.76 رطلا) أو أقل؛ وتُستخدم هذه المؤشرات عموما لتحديد ما إذا كان ينبغي فحص الطفل لاعتلال الشبكية أم لا، ولكن بعض المراكز، وخاصة في البلدان النامية توسع معايير فحص الوزن عند الولادة إلى 1500 غرام (3.3 رطلا).
ويمكن تقديم أي طفل يولد مبكرًا عن أوانه ومصاب بمرض شديد في الفترة المحيطة بالولادة (مثل متلازمة الضائقة التنفسية، والإنتان، ونقل الدم، ونزيف البطين الداخلي، وما إلى ذلك) لفحص الشبكية.

### التوقيت
يُنصَح عموما بفحص الشبكية للمرضى الذين ولدوا قبل 30-32 أسابيع من الحمل. ثم يتم تكرار الفحص كل 1-3 أسابيع حتى اكتمال تكّوُن الأوعية الدموية (أو حتى يصل تطور المرض إلى مرحلة الحاجة إلى العلاج).

### الطريقة
بعد توسيع الحدقة باستخدام قطرات العين، يتم فحص شبكية العين باستخدام أداة مضاءة خاصة (منظار العين غير المباشر). في بعض الأحيان يتم دفع الأجزاء الطرفية من شبكية العين إلى مجال الرؤية باستخدام انخفاض الصلبة. يتم فحص شبكية العين في الرضيع السابق لأوانه لتحديد مدى نمو الأوعية الدموية في شبكية العين (المنطقة)، وما إذا كانت الأوعية تنمو بشكل مسطح على طول جدار العين (المرحلة) أم لا. وبمجرد أن تنمو الأوعية إلى المنطقة 3 (انظر أدناه)، يكون من الآمن عادة عدم إجراء المزيد من الفحص. وتشير مرحلة اعتلال الشبكية إلى خواص حافة الأوعية الدموية المتنامية في شبكية العين (عند الحدود الوعائية واللاوعائية).

## التشخيص
وقد تم تحديد مراحل مرض اعتلال الشبكية في الخدج من قِبَل التصنيف الدولي لاعتلال الشبكية في الخدج (ICROP).
يكون ظهور المرض في المرضى الأكبر سنا أقل وصفا، ولكن يشمل بقايا مراحل ICROP، وكذلك استجابة الشبكية الثانوية.

### التصنيف الدولي لاعتلال الشبكية في الخداج
يُلَقب النظام المستخدم لوصف علامات اعتلال الشبكية النشط في الخداج بالتصنيف الدولي لاعتلال الشبكية في الخداج (ICROP). يستخدم ICROP عددا من العوامل المتغيرة لوصف المرض هي: موقع المرض في المناطق (1، و2، و3)، والمدى المحيطي للمرض على أساس عقارب الساعة (من الساعة 1 إلى 12)، وشدة المرض (المرحلة 1-5)، ووجود أو غياب مرض آخر. ولكل جانب من جوانب التصنيف تعريف تقني. وقد اُستُخدِم هذا التصنيف في التجارب السريرية الرئيسية. وتم تنقيحه في عام 2005.

مناطق الشبكية في مرض اعتلال الشبكية الخداجي

وتتركز المناطق على العصب البصري. المنطقة 1 هي المنطقة الخلفية للشبكية، وتعرف بأنها دائرة يمتد نصف قطرها من العصب البصري إلى ضعف المسافة إلى البقعة. المنطقة 2 هي حلقة حدودها الداخلية تحددها المنطقة 1 وحدودها الخارجية تحددها نصف قطر عبارة عن المسافة من العصب البصري إلى الجانب الإنسي من الحاشية المشرشرة. المنطقة 3 هي الهلال الصدغي المتبقي للشبكية.
يتم وصف المدى المحيطي للمرض في قطاعات كما لو كان الجزء العلوي من العين عند الساعة 12. على سبيل المثال، يمكن للمرء أن يعطي تقرير أن هناك مرض في المرحلة 1 عند 3 ساعات من الساعة من 4 إلى 7.
وتصف المراحل نتائج تنظير قاع العين عند التقاطع بين الشبكية الوعائية واللاوعائية.
- المرحلة 1 عبارة عن خط محدد خافت.
- المرحلة 2 عبارة عن نتوء مرتفع.
- المرحلة 3 عبارة عن نسيج ليفي وعائي خارج الشبكية
- المرحلة 4 عبارة عن انفصال شبكي شبه كلي.
- المرحلة 5 عبارة عن انفصال الشبكية بالكامل.

### مرض إضافي
يمكن أن يكون مرض إضافي موجود كعامل تعقيد كبير في أي مرحلة. ويتميز بما يلي:
- مستوى ملحوظ من تمدد وتعرج الأوعية الدموية في الشرايين الشبكية الخلفية. وهذا يعكس زيادة تدفق الدم خلال شبكية العين.[14]
- الضباب الزجاجي وضباب الغرفة الأمامية.[14]
- احتقان الأوعية الدموية في القزحية.[14]
- الغلالة الوعائية للعدسة المستديمة أو استمرار نمو الأوعية الدموية غير الناضجة على العدسة مما يقيد توسع بؤبؤ العين.[14]

### توقع سير المرض
لا تؤدي المراحل 1 و 2 إلى العمى. ومع ذلك، يمكن أن تتطور إلى مراحل أشد. ويعرف مرض العتبة بأنه المرض الذي لديه احتمال 50٪ من التطور إلى انفصال الشبكية. ويعتبر مرض العتبة موجودًا عندما تكون المرحلة 3 من اعتلال الشبكية موجودة في المنطقة 1 أو المنطقة 2، مع ما لا يقل عن 5 ساعات متواصلة أو 8 ساعات كاملة من المرض، ووجود مرض إضافي. بينما سوف يؤدي التقدم إلى المرحلة 4 (انفصال الشبكية الجزئي)، أو إلى المرحلة 5 (انفصال الشبكية الكلي) إلى فقدان جزئي أو كلي للرؤية للرضيع.

## التشخيص التفريقي
قد ينشأ الجانب الأكثر صعوبة في التشخيص التفريقي من التشابه مع اثنين من الأمراض الأخرى:
اعتلال شبكي زجاجي نضحي عائلي وهو اضطراب وراثي يعطل تكّوُن الأوعية الدموية في شبكية العين في الرضع المولودين في ميعادهم الطبيعي.
فرط تنسج الجسم الزجاجي أولي مستديم الذي يمكن أن يسبب انفصال الشبكية ويكون من الصعب تفريقه عن انفصال الشبكية الناتج من اعتلالها، ولكن عادة يكون في جانب واحد في هذه الحالة.

## المراقبة
من أجل السماح بالتدخل في الوقت المناسب، يتم إجراء نظام للرصد للرضع المعرضين لخطر تطور اعتلال الشبكية الخداجي. وتختلف بروتوكولات الرصد جغرافيًا لأن تعريف عوامل الخطر ليس موحدًا أو محددًا تمامًا. في الولايات المتحدة الأمريكية يتم إبلاغ بيان إجماع الخبراء من خلال البيانات المستمدة من التجارب السريرية، ونُشِرَت في طب الأطفال عام 2006. وشملت الرضع منذوي الوزن تحت 1500 غرام أو أقل من 30 أسبوعا من الحمل في معظم الحالات. ويجب أن يتم الفحص الأول خلال الأسابيع الأربعة الأولى من الحياة، ويتعين إجراء فحص أسبوعي منتظم حتى يتضح أن العينين لن يُطوِرَا المرض الذي يحتاج إلى علاج، أو أن يتضح إصابة كلتا العينين أو إحداهما بالمرض الذي يتطلب العلاج. وينبغي أن يتم بدء العلاج في غضون 48 ساعة، لأن المرض يمكن أن يتطور بسرعة.

## العلاج

### العلاج

انفصال الشبكية (الحمراء) في قمة العين.

يتم وضع حزمة من السيليكون (مشبك الصلبة، الأزرق) حول العين. وهذا يجعل جدار العين في اتصال مع الشبكية المنفصلة، مما يسمح للشبكية بإعادة الارتباط..

- استئصال الشبكية الطرفي هو الدعامة الأساسية لعلاج اعتلال الشبكية الخداجي. يتم تدمير الشبكية اللاوعائية بجهاز التخثيرالضوئي بالليزر الذي يُحمل بسهولة إلى غرفة العمليات أو وحدة العناية المركزة الخاصة بحديثي الولادة. وقد تم أيضا تقييم العلاج بالتبريد في التجارب السريرية متعددة المراكز كطريقة فعالة للوقاية والعلاج من اعتلال الشبكية الخداجي، وهو الأسلوب السابق الذي استُخدم لتدمير مناطق في الشبكية باستخدام مسبار لتجميد المناطق المطلوبة. ومع ذلك، عندما يكون العلاج بالليزر متاح، يصبح العلاج بالتبريد ليس مفضلا لاستئصال الشبكية اللاوعائية الروتيني في الأطفال الخدج، ويرجع ذلك إلى الآثار الجانبية للالتهاب وتورم جفن العين. وقد أظهرت تجارب أخرى أحدث أن العلاج في مرحلة مبكرة من المرض يعطي نتائج أفضل.[16]
- ويمكن الوضع في الاعتبار عملية بعج الصلبة و/أو جراحة استئصال الزجاجية في حالة اعتلال الشبكية الخداجي الحاد (المرحلة 4 و 5) الذي يتطور إلى انفصال الشبكية. يتخصص عدد قليل من المراكز في العالم في هذه الجراحة بسبب ما يصاحبها من مخاطر جراحية ونتائج سيئة عموما.
- تم التعرف على طريقة حقن بيفاسيزوماب (أفاستين) داخل الجسم الزجاجي كإجراء داعم في الاعتلال العدواني للجزء الخلفي من الشبكية في الخداج.[17] وقد تبين في تجربة سريرية عام 2011 تُقارِن بيفاسيزوماب مع العلاج بالليزر التقليدي أن العلاج ببيفاسيزوماب ذو فائدة كبيرة لمرض المنطقة 1، ولكن ليس المنطقة 2 عند استخدامه لعلاج الرضع في المرحلة 3+ من اعتلال الشبكية.[18] وتفوق الفوائد المحتملة من حقن أفاستين داخل الجسم الزجاجي فوائد العلاج بالليزر وتشمل: انخفاض مستوى التخدير المطلوب، والحفاظ على شبكية العين الطرفية القابلة للحياة، وربما انخفاض حدوث خطأ الانكسار عالي لاحق في النظر. ومع ذلك، لم يتم بعد تحديد سلامة هذا العلاج الجديد من حيث المضاعفات على العين وكذلك المضاعفات النظامية. ونظريًا، من الممكن حدوث مضاعفات نظامية، حيث أن العنصر النشط من بيفاسيزوماب لا يمنع فقط تطوير الأوعية الدموية غير الطبيعية في العين ولكن قد يمنع أيضا التطور الطبيعي للأنسجة الأخرى مثل الرئة والكلى.
- ويجري تقييم بروبرانولول عن طريق الفم لمقاومة تطور اعتلال الشبكية الخداجي، ولكن السلامة هي مصدر قلق. ووجدت تجربة عشوائية تم فيها اختيار الأطفال حديثي الولادة بشكل عشوائي لتناول بروبرانولول عن طريق الفم مع العلاج القياسي أو العلاج القياسي وحده أن بروبرانولول عن طريق الفم أظهر خفضا نسبيا بنسبة 48٪ للتقدم إلى مرحلة 3، و58٪ انخفاضا للتقدم إلى المرحلة 3+، و 100٪ انخفاضا للتقدم إلى المرحلة 4. وعلاوة على ذلك، كان هناك انخفاض في المخاطر النسبية للحاجة إلى العلاج بالليزر أو بحقن بيفاسيزوما بداخل الجسم الزجاجي بنسبة 52٪. ومع ذلك، شهد 19٪ من الأطفال حديثي الولادة آثارا ضارة خطيرة بما في ذلك انخفاض ضغط الدم وبطء القلب.[19] وقد أظهرت دراسة على فأر كنموذج لشخص مصاب باعتلال الشبكية الخداجي أن الحصار بيتا وقائي ضد تولد الأوعية الدموية الجديدة في شبكية العين، ويحسن الخلل في حاجز الدم في الشبكية.[20]

### المتابعة
- إذا تم تشخيص اعتلال الشبكية الخداجي، يتم متابعة الحالة (سنويا) مدى الحياة في بعض المراكز. وفي مراكز أخرى، لا تتم المتابعة سنويا إلا للأطفال الذين يعالجون من اعتلال الشبكية الخداجي.
- المتابعة بعد العلاج بالليزر تكون مخصصة حسب الحالة.
- تتفاوت متابعة الأطفال الخدج (مع أو بدون اعتلال الشبكية الخداجي) بين المراكز والبلدان، مما يعكس تنوع حالات نظام الرعاية الصحية في بلدان مختلفة.

## العواقب
- عدم قدرة العين على تركيز الضوء على الشبكية
- حول
- غمش
- انفصال الشبكية والعمى
- جلوكوما

## التاريخ
تم وصف هذا المرض لأول مرة في طفل خدج في عام 1942. بين 1941-1953، أصيب أكثر من 12.000 طفل في جميع أنحاء العالم بذلك المرض. ومن المشاهير الذين أصيبوا به: الموسيقي ستيفي وندر، والممثل توم سوليفان، ومغنية الجاز ديان شور.
وقد شوهدت الحالة الأولى في عيد القديس فالنتين في عام 1941، عندما تم تشخيص طفل خدج في بوسطن. ثم شوهدت حالات أخرى في جميع أنحاء العالم، وكان السبب غير معروف في ذلك الوقت. وبحلول عام 1951، اتضح وجود صلة واضحة بين حالات الإصابة والثراء: فقد شوهدت حالات كثيرة في البلدان المتقدمة النمو حيث يوجد رعاية صحية منظمة وممولة تمويلا جيدا. وأشار اثنان من العلماء البريطانيين إلى أن سمية الأكسجين هي التي تسببت في المرض. فقد كان يتم معالجة الأطفال الخدج في هذه المناطق الغنية في الحاضنات التي يوجد فيها مستويات عالية من الأكسجين الصناعي. ويبدو أن الدراسات على الفئران جعلت هذا السبب أكثر احتمالا، ولكن تم تأكيد الارتباط في نهاية المطاف من قِبَل دراسة مثيرة للجدل قام بها أطباء الأطفال الأميركيين. وشملت الدراسة مجموعتين من الأطفال. بعضهم يُعطى تركيزات الأكسجين المعتادة في حاضناتهم، في حين أن المجموعة الأخرى «خفضت» مستويات الأكسجين فيها. وقد تبين أن نسبة حدوث المرض في المجموعة الأخيرة أقل. ونتيجة لذلك، تم خفض مستويات الأكسجين في الحاضنات، وبالتالي توقف انتشار المرض. كل حالة من حالات اعتلال الشبكية الخداجي التي تم تجنبها عن طريق حجب الأكسجين «قد أدت إلى حوالي 16 حالة وفاة».

## علم الأوبئة
يختلف انتشار اعتلال الشبكية الخداجي من 5- 8% في البلدان المتقدمة ذات المرافق الوليدية الملائمة إلى 30% في البلدان النامية المتوسطة الدخل.
وهناك أدلة متزايدة على أن اعتلال الشبكية الخداجي والعمى الناتج عنه هي الآن مشاكل صحية عامة في البلدان المتوسطة الدخل في أمريكا اللاتينية، وأوروبا الشرقية، والاقتصادات الأكثر تقدما في جنوب شرق آسيا، ومنطقة الشرق الأوسط. وفي هذه البلدان غالبا ما يكون اعتلال الشبكية الخداجي هو السبب الأكثر شيوعا للعمى لدى الأطفال. ومن المرجح جدا أن يصبح اعتلال الشبكية الخداجي مشكلة متزايدة في الهند والصين وبلدان أخرى في آسيا حيث تتوسع هذه البلدان في توفير الخدمات للأطفال الخدج.
وهناك أيضا أدلة على أن عدد الأطفال الخدج المعرضين لخطر الإصابة بمرض اعتلال الشبكية الخداجي الحاد يختلف تبعا لمستوى الرعاية المركزة لحديثي الولادة. وفي البلدان ذات المؤشرات الإنمائية المرتفعة والمعدلات المنخفضة جدا لوفيات حديثي الولادة (مثل أمريكا الشمالية وأوروبا الغربية)، يقتصر معدل حدوث اعتلال الشبكية الخداجي الشديد على الأطفال الرضع الذين يقل وزنهم عن 1 كيلوغرام (2.2 رطلا) عند الولادة. ومن ناحية أخرى من الطيف الإنمائي، نجد أن البلدان ذات المؤشرات الإنمائية المنخفضة جدا والمعدلات المرتفعة جدا لوفيات حديثي الولادة (على سبيل المثال معظم جنوب الصحراء الكبرى في أفريقيا) يكون حدوث اعتلال الشبكية الخداجي نادرًا لأن معظم الأطفال الخدج لا يحصلون على الرعاية المركزة لحديثي الولادة، وبالتالي لا يستطيعون البقاء على قيد الحياة. البلدان التي لديها مؤشرات التنمية المعتدلة تعمل على تحسين الوصول إلى الرعاية المركزة لحديثي الولادة، وفي هذه البيئات الأطفال الأكبر والأكثر نضجا هم أيضا عرضة لخطر الإصابة باعتلال الشبكية الخداجي الشديد حيث تكون رعاية حديثي الولادة دون المستوى الأمثل، مثل الأطفال التي تزن 1.5-2 كجم (3.3-4.4 رطل) عند الولادة. ولهذه النتائج أثران رئيسيان: أولا، يمكن القيام بالكثير في البلدان ذات المؤشرات الإنمائية المعتدلة لتحسين رعاية المواليد الجدد، والحد من خطر الإصابة بمرض اعتلال الشبكية الخداجي لدى الأطفال الأكبر حجما، وزيادة بقاء الخدج على قيد الحياة، وثانيا، يحتاج الأطفال الناضجون إلى أن يدرجوا في برامج اعتلال الشبكية الخداجي ويتم فحصهم بشكل منتظم من أجل الكشف عن هؤلاء الأطفال الذين يتطورون اعتلال الشبكية الخداجي الذي يتطلب العلاج.
وفي عام 2012، نشرت منظمة الصحة العالمية بيانات عن معدلات الولادة المبكرة وعدد الأطفال الخدج المولودين في مناطق مختلفة من العالم. وقد تضمن هذا التقرير ثلاث نتائج رئيسية:
- للولادة المبكرة أسباب مختلفة كثيرة، والوقاية صعبة
- يعتبر الخدج السبب الأكثر شيوعا لوفاة المواليد في العديد من البلدان، حيث يبلغ عدد الأطفال الرضع سنويا ما يصل إلى مليون طفل بسبب مضاعفات الولادة المبكرة
- يقدر عدد الولادات المبكرة حاليا ب 15 مليون ولادة، والعدد في ازدياد.